# Річка (притока Чорного Черемошу)
Річка (Чорна Річка) — річка в Україні, в межах Верховинського району Івано-Франківської області. Права притока Чорного Черемошу (басейн Пруту). 

## Опис
Довжина 15 км (разом з Чорною Річкою), площа басейну 77,3 км². Річка типово гірська. Долина вузька, переважно V-подібна. Річище слобозвивисте. Нерідко бувають дощові паводки. 

## Розташування
Річка бере початок на південний захід від села Замагора, між північно-східними відногами хребта Кринта-Скупова масиву Гринявські гори. Тече переважно на північний схід (місцями — на схід). Впадає до Чорного Черемошу між селами Рівня і Вигода. 
Над річкою розташовані села: Замагора, Чорна Річка, Красноїлля. 